# 道ありき
『道ありき』（みちありき）は三浦綾子の自伝小説。同作は三部作であり、共に主婦の友社の雑誌『主婦の友』に連載し、同社より刊行。現在は新潮文庫のロングセラーとなっている。

## タイトル
- 第一部は「道ありき－青春編－」（1967年1月号から1968年12月号まで）
- 第二部は「この土の器をも－結婚編－」（1969年9月号から1970年12月号まで。最初の題名は「わが結婚の記」）
- 第三部は「光あるうちに－信仰入門編－」（1971年1月号から1971年12月号まで）